# Barbro Jansson
Barbro Jansson, född Ekholm 18 juni 1922 i Myckleby församling i Göteborgs och Bohus län, död 4 februari 2008 i Vasa församling i Göteborg, var en svensk socialdemokratisk politiker  och Göteborgs första kvinnliga kommunalråd. Hon arbetade bland annat för jämställdhet och utbyggd barnomsorg.

## Biografi
Barbro Jansson avlade studentexamen vid Sigrid Rudebecks gymnasium 1942. Året därpå gifte hon sig med Olle Jansson, civilingenjör och socialdemokratisk politiker. De fick fyra barn och Barbro Jansson var hemmafru i tio år. Därefter började hon studera igen och avlade 1963 examen med psykologi som huvudinriktning. Hon fick en tjänst inom Göteborgs stadskontor och blev 1:e aktuarie vid Göteborgs statistiska kontor.
År 1964 tillsatte Göteborgs stadsfullmäktige Beredningen för familj och yrkesverksamhet. Bakgrunden var att andelen förvärvsarbetande kvinnor var lägre i Göteborg än i Stockholm och Malmö och beredningens uppgift var att utreda åtgärder som skulle underlätta för gifta kvinnor att förvärvsarbeta. Barbro Jansson biträdde på begäran beredningen med sociologisk och statistisk sakkunskap.
När utredningen var färdig 1968 presenterade Barbro Jansson en egen lista med 14 förslag på reformer. Hon föreslog bland annat att barn över tre år skulle vistas på ”barninstitution” med kvalificerad personal, att utbildning skulle bekostas av samhället och att alla fullt friska personer skulle ansvara för sin egen försörjning. Idag framstår hennes förslag som ganska okontroversiella och många av dem, som exempelvis utbyggd barnomsorg, har också genomförts. När de publicerades gav de emellertid upphov till en våldsam debatt och Barbro Jansson fick utstå hårda personangrepp. Rubriken ”Göteborgska överträffar Mao” är bara ett exempel på hur det kunde låta. När hon lade fram sina förslag var hon inte partipolitiskt aktiv men senare engagerade hon sig i det socialdemokratiska partiet.
År 1970 valdes Barbro Jansson in i kommunfullmäktige, 1975 blev hon ordförande i Göteborgs stads jämställdhetsberedning och 1977 utsågs hon till Göteborgs första kvinnliga kommunalråd. Sammanlagt satt hon tolv år i kommunfullmäktige, där hon framför allt arbetade med frågor om jämställdhet, barnomsorg, kultur och utbildning.
Barbro Jansson stödde grundandet av Kvinnofolkhögskolan i Göteborg. Hon satt i skolans styrelse och i stiftelsestyrelsen. Själv hade hon gått på Kvinnliga medborgarskolan på Fogelstad 1953-1954 och var därefter medlem i Fogelstadförbundet.
När debatten om Göteborgs stadsteaters inriktning rasade 1981 tillhörde Barbro Jansson försvararna av det så kallade Manifestet och när den stora fredsdemonstrationen skulle hållas i Göteborg 15 maj 1982 var hon en av dem som stödde den.
Barbro Jansson avled 2008 och är begravd på Västra kyrkogården i Göteborg.